# 152-mm-Haubitze 2A65 Msta-B
Die 2A65 Msta-B (russisch 2А65 Мста-Б) ist eine 152,4-mm-Haubitze, die ab 1987 in der Sowjetunion in Dienst gestellt wurde. Im Westen wurde sie auch unter dem Namen M1987 bekannt, da sie erstmals 1987 beobachtet wurde.

## Entwicklung
Die Entwicklung des 2A65-Geschützes begann 1976 beim Konstruktionsbüro „Titan-Barrikaden“. Ziel der Entwicklung war, eine Nachfolgemodell für die Geschütze M1937, D-1 und D-20 zu entwickeln. Gegenüber dem Vorgängermodell sollte das neue Geschütz über eine gesteigerte Kadenz, eine vergrößerte Schussdistanz sowie eine geringere Streuung verfügen. Der Chefkonstrukteur Georgij Sergeew konzipierte das Geschütz in zwei Varianten: die gezogene Variante 2A65 Msta-B sowie die Panzerhaubitze 2S19 Msta-S. Nach Feldtests wurde die 2A65 im Jahr 1986 bei der Sowjetarmee eingeführt. Das Geschütz wurde erstmals 1987 auf der Maiparade in Moskau der Öffentlichkeit präsentiert. In den 1990er-Jahren entstanden basierend auf der 2A65 die Geschütze M-390 und MZ-156, welche aber nicht über das Prototypenstadium herauskamen. Ende der 1990er-Jahre betrug der Preis für ein 2A65-Geschütz rund 600.000 US-Dollar.

## Technik

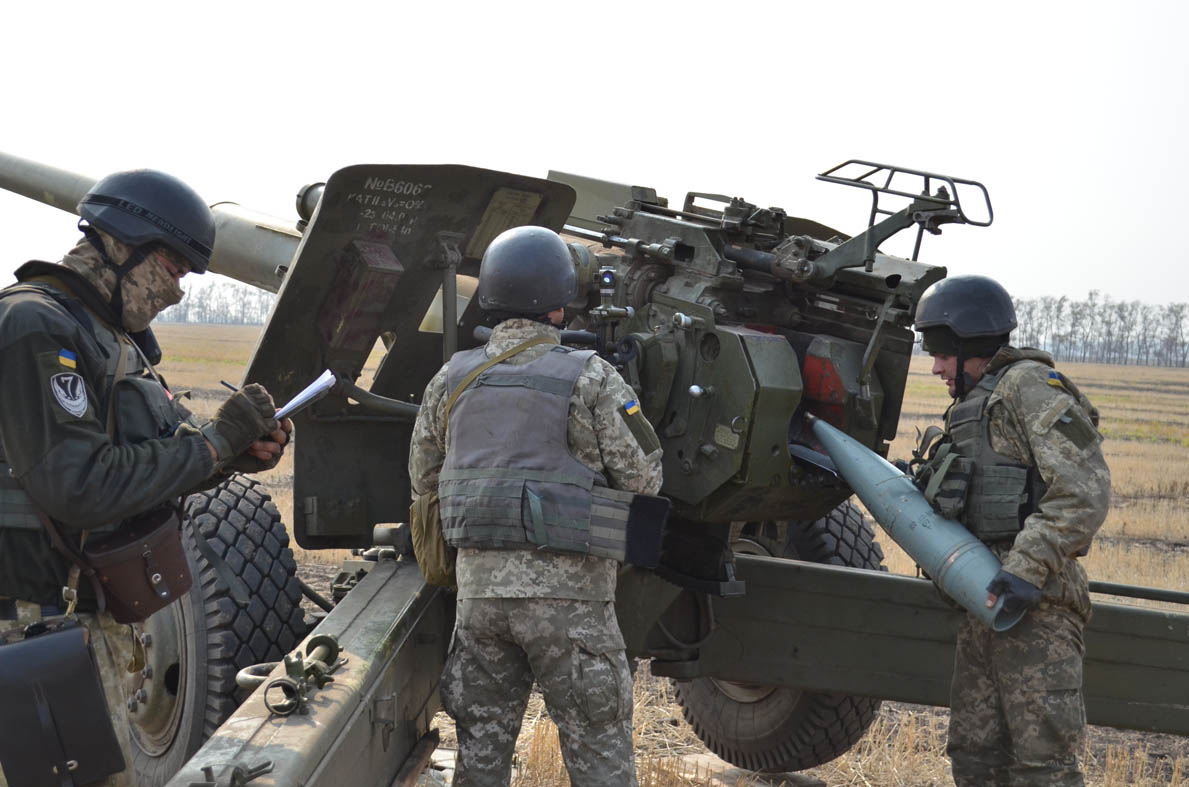
Verschluss und Ladehilfe

Die 2A65 ist eine konventionelle Feldkanone mit Kraftzugsystem und einer zweirädrigen Spreizlafette mit zwei Spreizholmen. Das Geschütz wiegt feuerbereit 7.000 kg. Die Länge der 2A65 variiert zwischen 12,70 m in gezogener und 11,92 m in feuerbereiter Stellung. Die Höhe beträgt 2,95 m in gezogener Stellung. Die Bodenfreiheit misst 400 mm und die Breite auf der Fahrbahn beträgt 2,5 m. Zum Straßentransport können mittelschwere Lastkraftwagen mit der Radformel 6×6 oder 8×8 verwendet werden. Die maximal zulässige Zuggeschwindigkeit beträgt 80 km/h auf der Straße und 20 km/h im Gelände.
Die 2A65 verwendet ein Geschützrohr mit 47 Kaliberlängen (L/47) mit 48 Zügen und am Geschütz ist ein Schussschild montiert. Bei der Rohrwiege sind am Geschützrohr zwei hydropneumatische Rohrbremsen und Rohrvorholer montiert. Daneben befindet sich die Visiereinrichtung. Für Indirektes Feuer wird die PG-1M PANTEL-Visieranlage verwendet und mit dem OP4M-97K-Zielfernrohr können Ziele im Direktschuss bekämpft werden. Der Seitenrichtbereich beträgt ±27° und der Höhenrichtbereich liegt bei −3,5° bis 70°. Am Rohrende sind der halbautomatische, vertikale Keilverschluss sowie die Ladungskammer angebracht. Diese hat ein Volumen von 16 Liter. Weiter ist dort eine halbautomatische Ladehilfe montiert. Diese verwendet einen hydraulischen Ketten-Ladestock (Ketten-Stampfer bzw. Förderstempel). Die Ladehilfe führt das Geschoss aus einer Ladeschale zu und setzt sie im Rohr an. Danach wird die Treibladungskartusche geladen und zugeführt. Die Ladehilfe wird durch einen Hydraulikspeicher angetrieben, der beim Rohrrücklauf der Waffe aufgeladen wird.
Um das Geschütz feuer- oder fahrbereit zu machen, benötigt die 8- bis 10-köpfige Bedienmannschaft rund zweieinhalb Minuten. Um das Geschütz in der Stellung auszurichten, sind an den beiden Holmen zwei Hilfsräder montiert. Diese werden, nachdem das Geschütz in der richtigen Position ist hochgeklappt. Beim Schießen sind die Haupträder angehoben und die 2A65 stützt sich vorn auf eine von der Unterlafette abgesenkte Schießplattform. Am Ende der Holme sind zwei Erdsporne angebracht, welche die Rückstoßkraft in das Erdreich ableiten. Zusätzlich wird der Rückstoß durch eine Dreikammer-Mündungsbremse um bis zu 63 % gemindert. Der maximale Rohrrücklauf beträgt 1.000 mm.
Kurzzeitig ist mit der 2A65 eine Schussfolge von 7 Schuss pro Minute möglich. Somit kann eine Batterie mit sechs Geschützen innerhalb einer Minute rund 1,8 Tonnen Munition ins Ziel bringen. Für anhaltendes Feuer ist eine Schussfolge 2–4 Schuss pro Minute möglich. Mit der 2A65 können innerhalb einer Stunde 60–70 Schuss abgefeuert werden.

## Munition

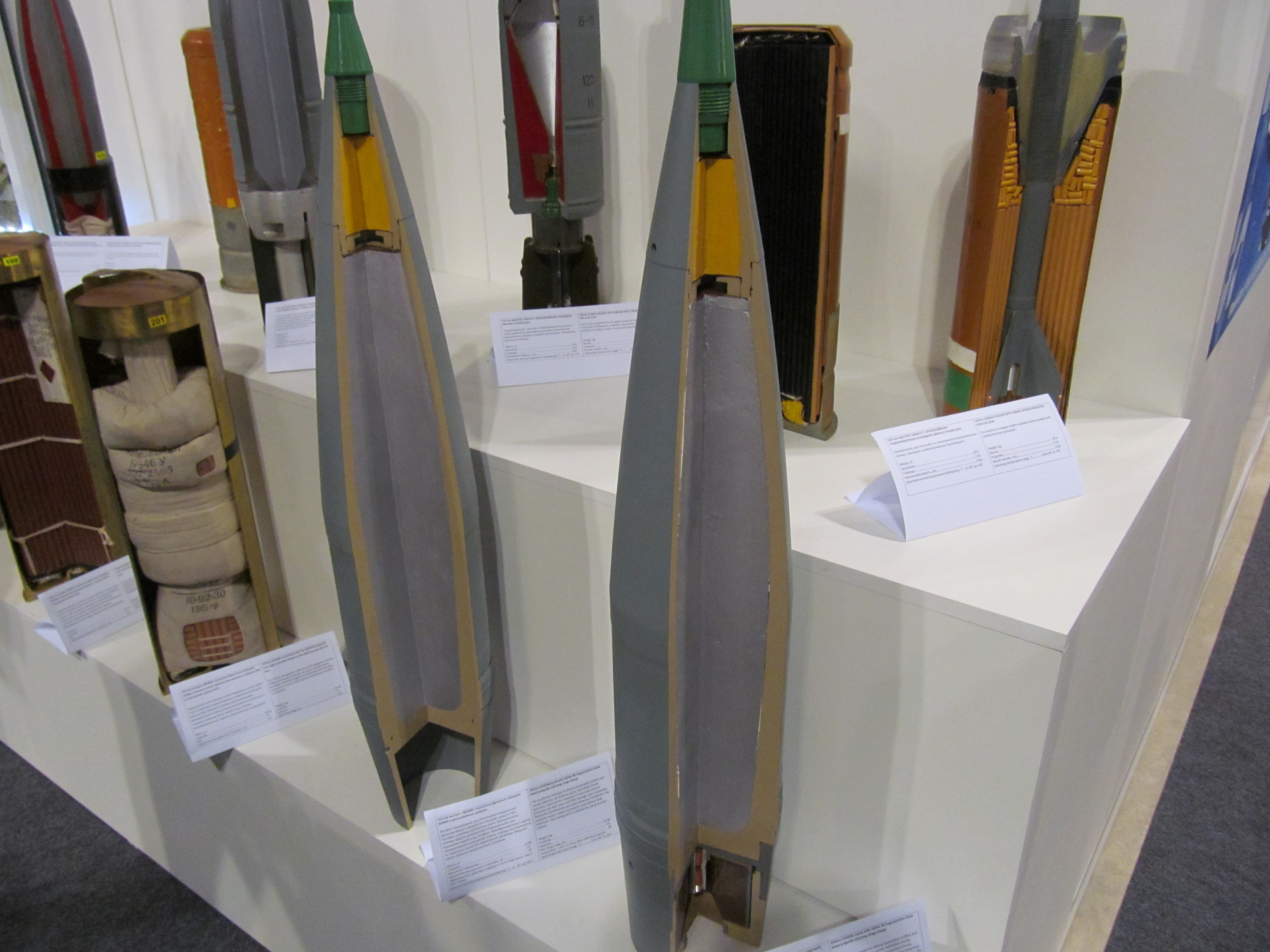
3OF64-Granate links und 3OF61-Granate rechts

Die 2A65 verwendet halbgetrennte Munition mit Kartuschen aus Messing. Die Kartuschen werden vor dem Ladevorgang mit Treibladungsbeuteln bestückt. Beim Ladevorgang wird die beladene Kartusche auf das Geschoss aufgesteckt. Nach der Schussabgabe wird die leere Kartusche automatisch ausgeworfen und kann neu beladen werden. Mit der 2A65 wird die folgende Munition verwendet:
| Kompletter Schuss | Geschoss        | Geschosstyp                          | Gewicht | Füllung                      | {\displaystyle v_{0}} | Schussdistanz |
| ----------------- | --------------- | ------------------------------------ | ------- | ---------------------------- | --------------------- | ------------- |
| 3WOF758/72/73     | 3OF45           | Sprenggranate mit Hohlboden          | 43,6 kg | 7,7 kg A-IX-2                | 810 m/s               | 24,7 km       |
| 3WOF41/91         | 3OF61           | Sprenggranate mit Base-Bleed         | 44,8 kg | 7,8 kg A-IX-2                | 828 m/s               | 28,9 km       |
| 3WOF96/97/98      | 3OF64           | Sprenggranate mit Hohlboden          | 43,6 kg | 7,8 kg A-IX-2                | 810 m/s               | 24,4 km       |
| 3WO28/29/30       | 3OF23           | Cargogeschoss mit Hohlboden          | 43,6 kg | 40 KOBE-Hohlladungs-Bomblets | unbekannt             | 26,5 km       |
| 3WRB36/37/38      | 3RB30           | EloKa-Geschoss                       | 43,6 kg | Störsender                   | unbekannt             | 22 km         |
| 3WOF64            | 3OF39 Krasnopol | Präzisionsgelenkte Artilleriegranate | 50,8 kg | 6,4 kg Composition B         | unbekannt             | 25 km         |

Neben den oben genannten Geschossen kann die 2A65 auch die ältere Munition der Vorgängermodelle D-1, ML-20 sowie D-20 verschießen. Weiter stehen für die 2A65 Exerzier- und Übungsgeschosse zur Verfügung.

## Gefechtsgliederung
Die 2A65 kommt innerhalb des Russischen Heeres in den Artillerieabteilungen auf Regiments- und Brigadeebene zum Einsatz. Daneben wird sie auch in Bataillonskampfgruppen verwendet. Eine Batterie besteht aus 6–8 2A65-Geschützen sowie einem Batterie-Kommandoposten mit der Bezeichnung „OBAK“ in einem BTR-80. In diesem sind die Feuerleitanlagen „Falzet“ und „Kapustin“ installiert.

## Kampfeinsätze
Das Geschütz wird im Russisch-Ukrainischen Krieg von beiden Seiten eingesetzt. Laut dem Oryx-Blog gingen mit Stand Dezember 2024 mindestens acht Geschütze der Ukraine und mindestens 122 Geschütze Russlands verloren.

## Nutzerstaaten
- Belarus – 136
- Georgien – 11
- Kasachstan – 90
- Russland – 720

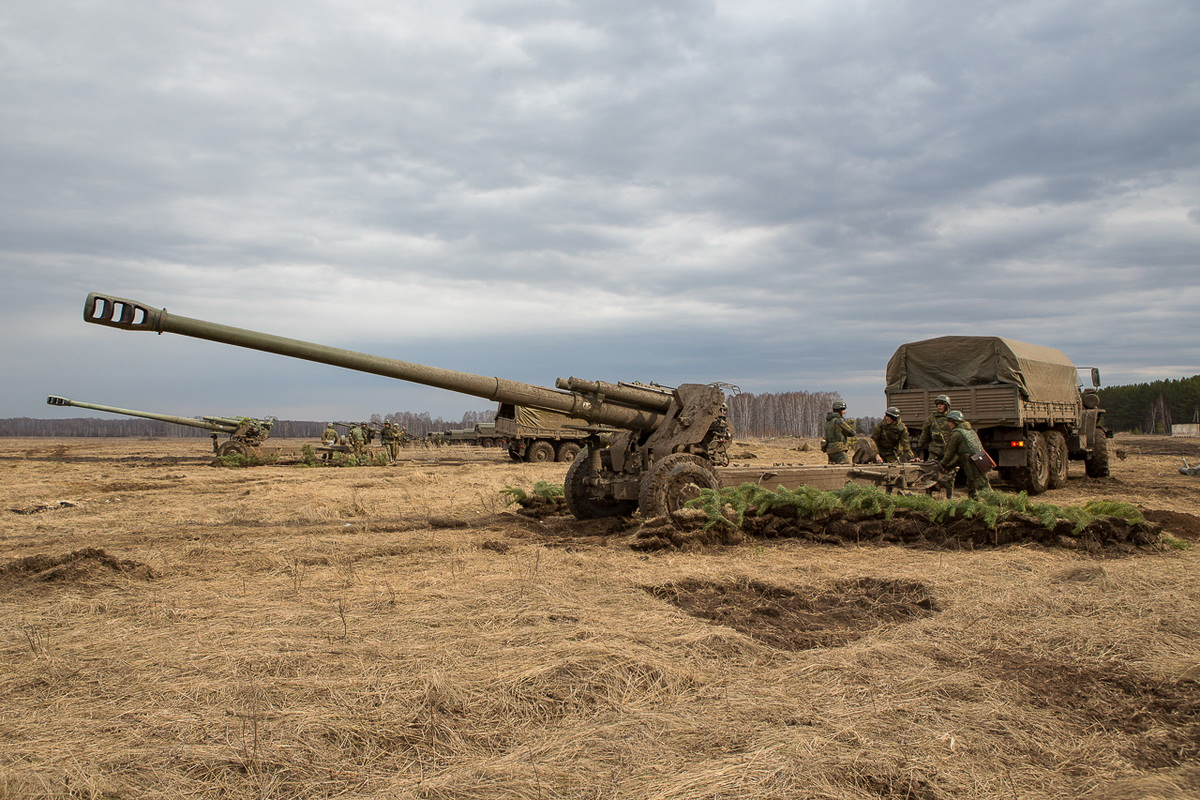
Russische 2A65 bei einem Manöver

- Turkmenistan – 72 (aus russischen Beständen)
- Ukraine – 185

Quellen: